# Resolució 1227 del Consell de Seguretat de les Nacions Unides
La Resolució 1227 del Consell de Seguretat de les Nacions Unides fou adoptada per unanimitat el 10 de febrer de 1999.
Després de reafirmar les resolucions 1177 (1998) i 1226 (1999) sobre la situació entre Eritrea i Etiòpia, el Consell va exigir el cessament immediat de les hostilitats entre els dos països.
En el preàmbul de la resolució, el Consell va expressar la seva preocupació pel conflicte fronterer entre Etiòpia i Eritrea i va recordar el compromís d'ambdós països d'una moratòria sobre l'amenaça i l'ús de la bombardeigs. Va subratllar que la situació actual suposava una amenaça per a la pau i la seguretat.
El Consell de Seguretat va condemnar la represa de les hostilitats per part d'ambdós països i va exigir el cessament immediat dels atacs aeris. A més, va exigir que ambdós països reprenguessin els esforços diplomàtics cap a una solució pacífica del conflicte i va assenyalar que l'Acord Marc proposat per l'Organització d'Unitat Africana (OUA) continuava sent una base per a un acord. Eritrea va acceptar més tard l'acord.
La resolució va concloure demanant a Eritrea i Etiòpia que garantissin la seguretat dels civils i vetllessin pel respecte dels drets humans i el dret internacional humanitari i va instar a tots els països a posar fi immediatament a la venda d'armes i municions a ambdós països.